# Machimus lucentinus
Machimus lucentinus är en tvåvingeart som först beskrevs av Gabriel Strobl 1909.  Machimus lucentinus ingår i släktet Machimus och familjen rovflugor. Inga underarter finns listade i Catalogue of Life.